# 2012 en water-polo
Cet article présente les faits marquants de l'année 2012 en water-polo.

## Calendrier international
- 8 au 14 janvier : Water Polo Pan Pacs à Melbourne, en Australie.
- 16 au 29 janvier : Championnat d'Europe de water-polo féminin et masculin à Eindhoven, aux Pays-Bas.
- 23 au 29 janvier : tournoi asiatique de qualification olympique de water-polo féminin et masculin à Chiba, au Japon.
- 1er au 8 avril : tournoi olympique de qualification de water-polo féminin à Edmonton, au Canada.
- 15 au 22 avril : tournoi olympique de qualification de water-polo masculin en Italie.
- 29 mai au 3 juin : super finale de la Ligue mondiale de water-polo féminin 2012 à Changshu, en Chine.
- 12 au 17 juin : super finale de la Ligue mondiale de water-polo masculin 2012 à Almaty, au Kazakhstan.
- 27 juillet au 12 août : Jeux olympiques d'été à Londres, au Royaume-Uni (natations sportive et synchronisée, plongeon et water-polo).

## Compétitions de water-polo

### Janvier
- 2 janvier : quittant le club slovène Vaterpolo klub Koper et en remplacement de Elvis Fatović, Veselin Đuho, champion olympique en 1984 et 1988, devient entraîneur du club croate Vaterpolo klub Jug, champion de Croatie en titre[1],[2].

- 4 janvier : première journée du premier tour des coupes féminine et masculine de Catalogne sous la forme d’un championnat en deux groupes joués jusqu'au 14 janvier[3].

- 5, 7 et 11 janvier : troisième des six journées des qualifications européennes de la Ligue mondiale masculine 2012.

- 8 au 14 janvier : à Melbourne (Australie), première édition des Water Polo Pan Pacs, sur le modèle des Championnats pan-pacifiques de natation, et victoire de l’équipe féminine d’Australie (sept buts à quatre contre celles des États-Unis)[4],[5] et de l'équipe masculine des États-Unis (11-10 après prolongations contre celle d’Australie)[6],[7].

- 13 au 15 janvier : premier tour de la première phase de la coupe d’Italie masculine entre huit clubs de la série A1 et les huit clubs de la série A2[8]

- 16 au 29 janvier : Championnat d'Europe de water-polo masculin 2012 à Eindhoven (Pays-Bas).

- 18 au 28 janvier : Championnat d'Europe de water-polo féminin 2012 à Eindhoven (Pays-Bas).

- 20 et 21 janvier : derniers matches de la phase « Super 5 » du championnat masculin britannique et sacre du Lancaster City Amateur Swimming and Water Polo Club[9].

- 20 au 22 janvier : deuxième tour de la première phase de la coupe d’Italie masculine entre douze clubs qualifiés au premier tour et les quatre premiers de la série A1 2010-2011[8].

- 24 au 26 janvier : à Chiba, lors du tournoi féminin asiatique de qualification, l'équipe de Chine se qualifie pour les Jeux olympiques de 2012[10].

- 25 au 27 janvier : à Chiba, lors du tournoi masculin asiatique de qualification, l'équipe du Kazakhstan se qualifie pour les Jeux olympiques de 2012[10].

- 28 janvier : l'équipe féminine d’Italie remporte le championnat d’Europe 2012 en battant treize buts à dix en finale celle de Grèce. L'équipe de Hongrie termine troisième[11].

- 29 janvier :
  - l’équipe masculine de Serbie remporte le championnat d’Europe 2012 en battant en finale neuf buts à huit celle du Monténégro. L'équipe de Hongrie termine troisième[11].
  - Finales des coupes catalanes de natation et victoire du Club Natació Sabadell chez les dames et du Club Natació Terrassa[12]

### Février
- 8 février : cinquième des six journées du tour préliminaire de la Ligue des champions 2011-2012.

- 11 février : première des dix journées de la phase régulière de la Ligue A masculine serbe, jouée entre six clubs[13].

- 12 février : dernière journée du Super 5, le championnat britannique féminin et sacre du City of Manchester Water Polo Club[14],[15].

- 14 février : mach avancé de la quatrième des six journées des qualifications européennes de la Ligue mondiale masculine 2012 entre les équipes d’Allemagne et de Croatie dont la victoire assure mathématiquement la qualification.

- 15 au 19 février : à Los Alamitos, l'édition 2012 de la Holiday Cup est jouée entre les équipes du Canada, des États-Unis, de la Grèce, championne du monde, et de l’Italie, championne d’Europe[16]. Elle est gagnée par l'équipe des États-Unis onze buts à huit en finale contre celle du Canada ; l'équipe d’Italie termine troisième[17].

- 17 au 19 février : à Barcelone, coupe du Roi entre les huit équipes arrivées premières au terme des matches aller de la division d’honneur masculine espagnole[18], joués jusqu'au 4 février précédent[19]. Le 19, le Club Natació Sabadell remporte le trophée en finale onze buts à dix contre le Club Natació Atlètic-Barceloneta[20].

- 19 février : à Londres, tirage au sort des groupes des tournois féminin et masculin de qualification olympique qui ont lieu en avril.

- 20 au 22 février : qualifications américaines de la Ligue mondiale féminine 2012. Les deux places qualificatives sont obtenues par les équipes des États-Unis et du Canada.

- 21 février : fin de la quatrième des six journées des qualifications européennes de la Ligue mondiale masculine 2012 et qualification de l'équipe d’Italie.

- 24 février : sacre du club Foolad Mahan Sepahan, champion d’Iran masculin[21]

- 25 février: matches aller des demi-finales de la LEN Euro Cup 2011-2012.

- 25 et 26 février : sixième et dernière journée du tour préliminaire de la Ligue des champions 2011-2012. Sont qualifiés pour les quarts de finale les trois clubs croates engagés dans la compétition (VK Jug, HAVK Mladost et Primorje), hongrois Szeged VE et Vasas SC, italien Pro Recco, monténégrins VK Budva et PVK Jadran HN. Le tenant du titre, Vaterpolo klub Partizan, est éliminé ayant terminé troisième du groupe C.

- 29 février :
  - deux des quatre matches aller des quarts de la finale de la Coupe des champions de water-polo féminin 2011-2012.
  - matches aller des demi-finales du Trophée LEN féminin 2011-2012.

### Mars
- 5 mars : deux derniers des quatre matches aller des quarts de la finale de la Coupe des champions de water-polo féminin 2011-2012.

- 6 mars : cinquième des six journées des qualifications européennes de la Ligue mondiale masculine 2012.

- 7 mars :
  - matches retour des quarts finales de la Coupe d’Europe féminine des champions 2011-2012. Se qualifient pour la finale à quatre le club grec Naftikós Ómilos Vouliagménis contre le club espagnol Club Natació Sabadell(13-14, 11-8)[22], le club italien Pro Recco contre le club britannique City of Liverpool (20-7 et 10-6), le club italien Orizzonte Catania contre le club britannique City of Manchester (16-10 et 15-11), et le club russe Kinef Kirishi contre son compatriote Shturm 2002 (14-7 et 18-4)[23].
  - matches retour des demi-finales du Trophée LEN féminin 2011-2012 et qualification en finale du club italien Rari Nantes Imperia contre le club hongrois Szentesi Vízilabda Klub (11-8 et 11-10), et du club russe Ugra Khanty-Mansiysk contre le club grec Olympiakós (8-9 et 11-8)[23].

- 10 mars : dernière journée de la deuxième partie de la phase régulière de la Ligue adriatique 2011-2012 entre les six premiers de la première partie (« Liga 6 »). Se qualifient pour les demi-finales le club italien Pro Recco, invaincu en dix-sept rencontres, et trois clubs croates Vaterpolo klub Jug, Primorje et HAVK Mladost.

- 13 et 14 mars : matches retour des demi-finales de la LEN Euro Cup 2011-2012. Se qualifient pour la finale le club italien Rari Nantes Savona[24]

- 14 mars :
  - matches aller des quarts de finale de la Ligue des champions 2011-2012.
  - Dernière journée de la deuxième partie de la phase régulière de la Ligue adriatique 2011-2012 entre les sept derniers de la première partie (« Liga 7 »).

- 15 mars : match avancé de la dernière journée des qualifications européennes de la Ligue mondiale masculine 2012 entre les équipes de Macédoine et d’Allemagne, à Skopje.

- 17 mars : dernière journée de la phase régulière de la série A1 masculine italienne. Les huit premiers des douze équipes participent à la phase finale en avril et en mai[25].

- 17 et 18 mars : à Rijeka, finale à quatre de la Ligue adriatique 2011-2012. En demi-finales, le premier jour, Primorje bat Vaterpolo klub Jug douze buts à neuf et Pro Recco bat HAVK Mladost douze buts à cinq[26]. En finale, Pro Recco remporte la Ligue adriatique en battant quinze buts à quatre Primorje[27].

- 20 mars : sixième et dernière journée des qualifications européennes de la Ligue mondiale masculine 2012. L'équipe d’Espagne est la dernière équipe européenne qualifiée.

- 23 au 25 mars :
  - à Dos Hermanas, victoire du Club Natació Sabadell[28] lors de la coupe de la Reine entre les huit équipes arrivées premières au terme des matches aller de la division d’honneur féminine espagnole[18].
  - deuxième phase de la coupe d’Italie masculine entre les huit clubs qualifiés au premier tour[8].

- 28 mars au 1er avril : victoire de l’équipe féminine d’Espagne lors de la coupe Kirishi, dans la ville russe de Kirishi, face à cinq autres équipes[29]

### Avril
- 1er avril : derniers matches de la phase régulière de la ligue allemande féminine. Les quatre premiers participent aux demi-finales au meilleur de trois matches[30].

- 1er au 8 avril : à Edmonton, tournoi masculin de qualification olympique entre onze équipes pour déterminer les quatre dernières places au tournoi masculin des Jeux olympiques d'été de 2012. Elles sont remportées par les demi-finalistes : les équipes du Monténégro, d’Espagne, de Grèce et de Roumanie d’après le classement final.

- 4 au 6 avril : victoire de l’Associazione Nuotatori Brescia six buts à cinq contre Pro Recco, tenant du titre, lors du dernier tour[31] de la finale à huit de la coupe d’Italie masculine[8],[32].

- 10 et 11 avril : matches aller des demi-finales de la Première Ligue masculine hongroise.

- 12 et 13 avril :
  - demi-finales et finale de la première édition[33] de la coupe d’Italie féminine au cours de laquelle Orizzonte Catania bat treize buts à douze Firenze Pallanuoto[34].
  - matches retour des demi-finales de la Première Ligue masculine hongroise et qualification du Egri Vízilabda Klub, champion en titre, contre Szeged Vízilabda Egyesület (14-11 à Szeged[35] et 10-9 à Eger[36]).

- 13 au 15 avril : demi-finales des coupes de Belgique féminine et masculine.

- 14 avril :
  - matches aller des quarts de finale de la série A1 masculine italienne entre les huit premiers de la phase régulière.
  - dernière des dix journées de la phase régulière de la Ligue A masculine serbe, jouée entre six clubs[13].

- 14 et 15 avril : matches aller des demi-finales du championnat croate masculin entre les quatre meilleurs clubs croates de la Ligue adriatique 2011-2012[37].

- 15 avril : match d’appui d'une demi-finale de la Première Ligue masculine hongroise et qualification du Vasas Sport Club contre Domino Budapest Honvéd (14-12 à Vasas[35], 8-12 à Budapest[38] et 12-7 à Vasas[39]).

- 15 au 22 avril : à Trieste, tournoi féminin de qualification olympique entre neuf équipes pour déterminer les quatre dernières places au tournoi féminin des Jeux olympiques d'été de 2012. Se qualifient les équipes d’Espagne, de Hongrie, d’Italie et de Russie. L'équipe des Pays-Bas, championne olympique en titre, est éliminée en quarts de finale par celle d’Italie.

- 18 avril :
  - matches retour des quarts de finale de la Ligue des champions 2011-2012 et qualification des clubs croates HAVK Mladost et Plivački Klub Primorje, du club italien Pro Recco et du club hongrois Vasas Sport Club.
  - Match aller de la finale de la LEN Euro Cup 2011-2012 au cours de laquelle le club italien Rari Nantes Savona prend cinq buts d’avance sur le club espagnol Club Natació Sabadell.

- 21 avril : matches retour des quarts de finale de la série A1 masculine italienne.

- 29 avril : sacre du Vasas Sport Club lors du match d’appui de la finale de la Première Ligue masculine hongroise face au Egri Vízilabda Klub, champion en titre[40].

- 29 avril :
  - match aller de la finale du Trophée LEN féminin 2011-2012. Le club russe Ugra Khanty-Mansiïsk prend un avantage d'un but en battant treize buts à douze le club italien Rari Nantes Imperia, à Imperia[41].
  - Sacre du Vaterpolo klub Jug en remportant les trois premiers matches de la finale du championnat masculin de Croatie contre Plivački Klub Primorje (7-6, 13-12, 9-7)[42].
  - Sacre du Vaterpolo klub Partizan lors du match retour de la finale de la Ligue A masculine serbe contre Crvena Zvezda (6-5 après prolongation à l’aller[43], 9-8 au retour[44]).
  - En Australie, sacre des Fremantle Mariners en finale de la Ligue masculine et des Cronulla Sharks en finale de la Ligue féminine[45].

### Mai
- 2 mai :
  - à Khanty-Mansiïsk, en remportant sept buts à cinq le match retour de la finale, le club italien Rari Nantes Imperia remporte le Trophée LEN féminin 2011-2012 contre le club russe Ugra Khanty-Mansiïsk par un score cumulé de dix-neuf buts à dix-huit[46].

- 3 mai : le club italien Rari Nantes Savona remporte la LEN Euro Cup 2011-2012 en finale par le score cumulé de vingt buts à dix-sept contre le club espagnol Club Natació Sabadell (victoire 14-9 à l'aller, défaite 6-8 au retour à Sabadell)[47].

- 3 au 5 mai : première partie des qualifications asiatiques et océaniennes des Ligues mondiales féminine et masculine, à Shanghai.

- 3 au 6 mai : tournoi féminin de préparation olympique (Visa Water Polo International) à Londres remporté en finale par l’équipe d’Australie six buts à cinq contre celle des États-Unis. L'équipe de Hongrie prend la troisième place en battant onze buts à quatre celle de Grande-Bretagne[48]

- 4 mai : dernière journée de la phase régulière de la division A1 masculine grecque. Se qualifient pour les demi-finales Naftikós Ómilos Vouliagménis, premier avec 61 points, Olympiakós SFP, tenant du titre à 60 points, Naftikós Ómilos Chíos et Panathinaïkós[49].

- 4 au 5 mai : finale à quatre de la Coupe des champions de water-polo féminin 2011-2012, à Kirichi[50] et sacre du club italien Pro Recco en battant huit buts à sept le club grec Naftikós Ómilos Vouliagménis. Le club russe Kinef Kirichi prend la troisième place face au club italien Orizzonte Catania (12-8)[51].

- 5 mai :
  - à la Water Polo Arena, dans le Parc olympique de Londres, tirage au sort des groupes des tournois féminin et masculin des Jeux olympiques d'été de 2012, organisés du 28 juillet au 12 août.
  - Sacre du Club Natació Sabadell, champion en titre, lors de la dernière journée de la Division d’honneur féminine espagnole[52].

- 6 mai : sacre du PVK Jadran Herceg Novi en remportant les deux premiers matches de la finale de la superligue A1 masculine monténégrine contre Vaterpolo klub Budva, tenant du titre (10-9 à Herceg Novi, 13-7 à Budva)[53].

- 8 au 10 mai : seconde partie des qualifications asiatiques et océaniennes des Ligues mondiales féminine et masculine, à Chiba. Chez les dames, se qualifient pour la super finale les équipes d’Australie et de Chine ; chez les messieurs, l'équipe d’Australie, deuxième, se qualifie, celle de Chine, première, représentant le pays organisateur lors de la super finale.

- 9 mai : Igor Milanović, entraîneur du club serbe Vaterpolo klub Partizan, est remplacé par Vladimir Vujasinović, joueur du club depuis 2008 et qui a pris sa retraite avec la finale du championnat de Serbie de 2012[54].

- 10 au 13 mai :
  - succès des équipes des États-Unis et du Brésil lors des qualifications américaines de la Ligue mondiale masculine, à Tustin[55].
  - qualifications européennes de la Ligue mondiale féminine, à Syracuse et Volos. Dans le groupe A, se qualifient les équipes d’Allemagne et d’Italie ; celles de Grèce et de Russie dans le groupe B.

- 11 et 12 mai : sacre du club italien Pro Recco, deuxième en 2011 et vainqueur en 2010, lors de la finale à quatre de la Ligue des champions de water-polo européen 2011-2012. Il bat onze buts à huit le club croate Plivački Klub Primorje[56]. Le club de Zagreb HAVK Mladost prend la troisième place en battant onze buts à sept le club hongrois Vasas Sport Club[57].

- 12 mai : sacre du Club Natació Atlètic-Barceloneta, tenant du titre, dès la vingt-et-unième et avant-dernière journée de la division d’honneur masculine espagnole[58].

- 13 mai : sacre du Portinado Associação de Natação de Portimão, tenant du titre, lors du quatrième match de la finale de la première division masculine portugaise contre Sport Clube Salgueiros 08 (10-8, 10-8, 12-14 et 11-9)[59].

- 17 mai : sixième sacre d’affilée du Clubul Sportiv Municipal Oradea lors du troisième et dernier tournoi de la phase finale de la superligue nationale masculine de Roumanie[60]. Il est suivi par deux clubs de Bucarest et un autre club d’Oradea[61].

- 18 et 19 mai : sacre de Pro Recco lors de la finale à quatre de la série A1 féminine italienne en battant neuf buts à cinq Rari Nantes Imperia. Le Centro Sportivo del Plebiscito Padova termine troisième en battant dix buts à six Orizzonte Catania[62], tenant du titre.

- 19 mai :
  - sacre du Schwimmverein Bayer Uerdingen 08 en remportant le deuxième match d’affilée de la finale de la Ligue féminine allemande contre le tenant du titre Schwimmverein Blau-Weiß Bochum von 1896[63] (7-5 et 12-8 à [64]).
  - En phase finale de la série A1 masculine italienne, le Circolo Nautico Posillipo obtient la troisième place et dernière qualifiant pour la Ligue des champions 2012-2013 contre Rari Nantes Savona[65].

- 19 et 20 mai : finale à quatre de la coupe masculine grecque et victoire du Naftikós Ómilos Vouliagménis quatre buts à six en finale contre Naftikós Ómilos Chíos. Olympiakós SFP et Panathinaïkós sont éliminés en demi-finales[66]

- 20 mai :
  - sacre de Pro Recco lors de sa deuxième victoire d’affilée en finale de la série A1 masculine italienne contre Associazione Nuotatori Brescia (9-8 à Recco, 12-8 à Brescia)[67],[68].
  - Sacre du Clube Fluvial Portuense lors du deuxième match de la finale de la première division féminine portugaise contre Gondomar Cultural (5-3 et 10-7)[69].

- 23 mai : à 39 ans, le hongrois et triple champion olympique Tibor Benedek annonce sa retraite de joueur. Pendant les Jeux olympiques de 2012, il officie comme adjoint à l’entraîneur de l’équipe nationale hongroise[70].

- 26 ou 27 mai : à Debrecen, tirages au sort des groupes de qualifications des Championnats d'Europe de water-polo féminin 2014 et masculin 2014[71].

- 27 mai : derniers matches de la phase régulière du championnat de France masculin élite. Montpellier Water-Polo, le Cercle des nageurs de Marseille, l’Olympic Nice Natation et les Francs nageurs cheminots de Douai se qualifient pour les demi-finales.

- 29 mai au 3 juin : à Changshu, super finale de la Ligue mondiale de water-polo féminin 2012.

### Juin
- 2 juin :
  - victoire du Cercle royal de natation de Tournai en finale de la coupe de Belgique masculine onze buts à huit contre Kortrijkse Zwemkring[72].
  - Finale de la coupe de Belgique féminine et.

- 3 juin :
  - à Changshu, victoire de l'équipe des États-Unis en finale de la Ligue mondiale féminine contre celle d’Australie. L'équipe de Grèce prend la troisième place contre celle de Chine, hôte de cette super finale.
  - Sacre du Wasserfreunde Spandau 04, tenant du titre, lors du troisième match de la finale de la Ligue fédérale masculine allemande contre Amateur Schwimm Club Duisburg (13-7, 14-7 et 13-10). Le même jour, SG W98/Waspo remporte la troisième place, deux matches à un contre Schwimmverein Bayer Uerdingen 08 (9-10, 12-4 et 9-6)[73].
  - Sacre du Naftikós Ómilos Vouliagménis lors du cinquième et dernier match de la finale de la division A1 masculine grecque. Le club est allé jusqu'aux tirs au but lors des deux derniers matches pour battre trois matches à deux l’Olympiakós SFP[74], champion depuis 1999 (à l'exception de la saison 2005-2006.

- 12 au 17 juin : à Almaty, super finale de la Ligue mondiale de water-polo masculin 2012 remportée par l’équipe de Croatie aux tirs au but (8-8, puis 10 tirs à 9) en finale contre celle d’Espagne. L'équipe d’Italie prend la troisième place sept buts à six contre celle des États-Unis. Le tenant du titre, l'équipe de Serbie, n’avait pas participé aux qualifications de cette compétition.

- 15 juin : sacre du Naftikós Ómilos Vouliagménis lors du quatrième match de la finale de la division nationale A féminine grecque contre Olympiakós SF Peiraios[75], tenant du titre.

- 16 juin : sacre de l'Olympic Nice Natation, tenant du titre depuis 2009, lors de sa troisième victoire dans la finale du championnat national 1 féminin français contre ASPTT Nancy (8-7 et 9-6 à Nancy, 10-7 à Nice).

- 17 juin : finales des coupes du Portugal. Chez les dames, Sport Clube Salgueiros 08 bat Clube Fluvial Portuense, championnat national en mai 2012 treize buts à six[76]. Chez les messieurs, Sport Clube Salgueiros 08 s'illustre également contre Portinado Associação de Natação de Portimão, également championnat national 2012, par un score de dix buts à neuf[77].

- 18 juin : à la suite d'une tentative de création d'une « super ligue » par des clubs déçus par l'organisation et les revenus tirés des coupes d’Europe[78], la Ligue européenne de natation modifie le mode de qualification du tour préliminaire de la Ligue des champions et augmente le nombre de matches joués, principale coupe d’Europe des clubs. En plus de huit clubs dont les pays ont été les mieux placées dans la compétition précédente, ce sont les douze champions des fédérations ayant participé au dernier championnat d’Europe par nations qui ont désormais droit à être présent au tour préliminaire sans passer par les deux tours de qualification qui ouvrent les quatre places restantes[79].

- 24 juin : dans la piscine olympique d'Antigone, à Montpellier, sacre du Montpellier Water-Polo lors du troisième et dernier match de la finale du championnat élite masculin français contre le Cercle des nageurs de Marseille, tenant du titre depuis 2005 (12-19 à Marseille le 16 juin, mai  6-5 à Montpellier le 23 juin, 7-5 le 24 juin).

### Juillet
- 14 juillet : dirigeants du Pro Recco depuis 2005, Gabriel Volpi et ses fils Matteo et Simone, champion d’Italie et d’Europe en titre chez les messieurs comme chez les dames, démissionnent de leurs positions à la suite de leur refus de la politique de limitation du nombre de joueurs étrangers au sein des équipes des championnats italiens[80].

- 18 juillet : à la suite de la démission du président du Pro Recco Gabriel Volpi, le 14 juillet, son successeur Angiolino Barreca annonce que le club ne participe pas à la Ligue des champions 2012-2013, dont il est le tenant, et que la section féminine vieille d’une saison est fermée[81].

### Août
- 9 août : l'équipe des États-Unis remporte la finale du tournoi féminin des Jeux olympiques d'été de 2012, à Londres (Royaume-Uni), en battant huit buts à cinq l’équipe d'Espagne. L'équipe d'Australie termine troisième.

- 12 août : l'équipe de Croatie remporte la finale du tournoi masculin des Jeux olympiques d'été de 2012, à Londres (Royaume-Uni), en battant huit buts à six l’équipe d'Italie. L'équipe de Serbie termine troisième.

### Septembre
- 13 au 16 septembre : tour de qualification de la Ligue des champions de water-polo européen 2012-2013 à Tbilissi (Géorgie) pour le groupe A et Kreuzlingen (Suisse) pour le groupe B. Les deux premiers de chaque groupe de quatre se qualifient pour le tour préliminaire ; les troisièmes et quatrièmes sont reversés au tour de qualification de la LEN Euro Cup 2012-2013.

### Octobre
- 19 au 21 octobre : tour de qualification, en un seul tour cette saison, de la LEN Euro Cup 2012-2013. Quinze équipes rejoints par les quatre éliminés du tour de qualification de la Ligue des champions 2012-2013 sont répartis en quatre groupes. Les deux premiers de chaque groupe se qualifient pour les quarts de finale joués en novembre.

### Novembre
- 14 novembre : matches aller des quarts de finale de la LEN Euro Cup 2012-2013.

- 24 novembre : matches retour des quarts de finale de la LEN Euro Cup 2012-2013.

- 22 au 25 novembre :
  - tour préliminaire de la coupe d’Europe des champions féminins 2012-2013 à Nice (France) pour le groupe A et à Imperia (Italie) pour le groupe B. Les quatre premiers de chaque groupe de six équipes se qualifient pour les quarts de finale joués en mars 2013.
  - tour préliminaire du trophée LEN féminin 2012-2013 à Séville (Espagne) pour le groupe A et à Bordeaux (France) pour le groupe B. Les quatre premières équipes de chaque groupe (composés respectivement de sept et six équipes) se qualifient pour les quarts de finale joués en janvier et février 2013.